# Vélodrome de Zurich-Oerlikon
 (avril 2025).
Si vous disposez d'ouvrages ou d'articles de référence ou si vous connaissez des sites web de qualité traitant du thème abordé ici, merci de compléter l'article en donnant les références utiles à sa vérifiabilité et en les liant à la section « Notes et références ».
Le vélodrome de Zurich-Oerlikon est un vélodrome en plein air situé dans la ville de Zurich, dans le quartier d'Oerlikon, en Suisse. Construit en 1912, il est la plus vieille installation sportive encore en usage en Suisse. Sa piste a un longueur de 333 mètres et ses virages sont inclinés à 44,5 degrés. Les tribunes peuvent accueillir 3 000 spectateurs.
Le vélodrome a accueilli plusieurs des championnats du monde de cyclisme sur piste, dont les éditions de 1923, 1929, 1936, 1946, 1953, 1961 et 1983.

## Sources
- (de) Cet article est partiellement ou en totalité issu de l’article de Wikipédia en allemand intitulé « Offene Rennbahn Zürich-Oerlikon » (voir la liste des auteurs).